# St. Publius (Floriana)

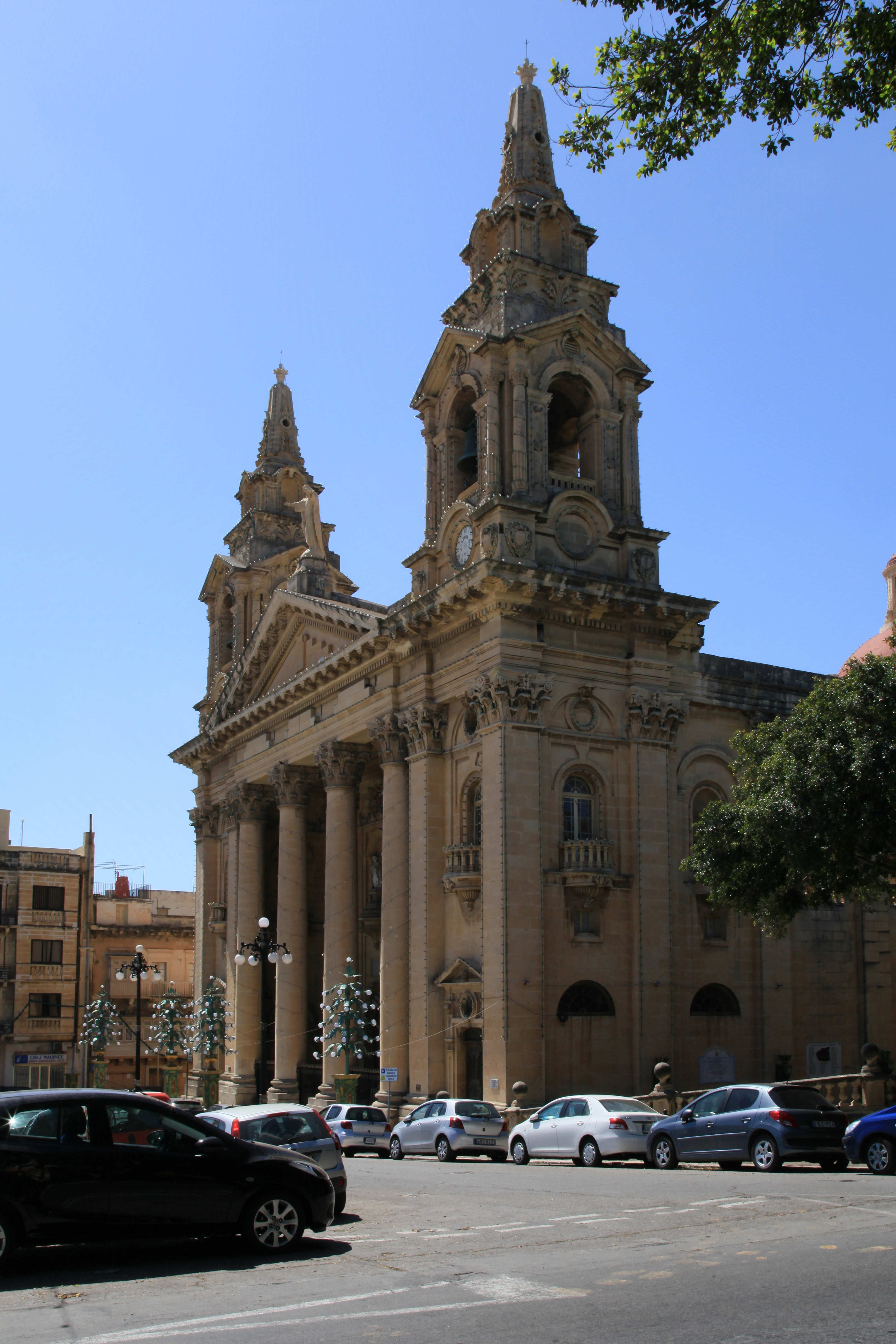
Pfarrkirche St. Publius in Floriana

Die Pfarrkirche St. Publius (maltesisch Knisja ta' San Publiju, englisch Parish Church of St. Publius) ist ein römisch-katholisches Kirchengebäude in Floriana auf der maltesischen Insel Malta. Die klassizistische Kirche am Misrah San Publiju steht als Grade-1-Bauwerk unter Denkmalschutz und ist im National Inventory of the Cultural Property of the Maltese Islands unter der Nummer 508 verzeichnet.

## Geschichte
Der ursprüngliche Entwurf dieser Kirche stammt aus dem Jahr 1733 und wird dem Baumeister Francesco Marandon zugeschrieben. Die Grundsteinlegung erfolgte am 2. August 1733 in Gegenwart des Großmeisters Antonio Manoel de Vilhena. Das Bauwerk war noch unvollständig, als Floriana 1776 eine Filialgemeinde der Pfarrei St. Paul in Valletta wurde. Die Weihe der Kirche erfolgte am 28. März 1792 durch Bischof Vincenzo Labini. Am 15. März 1844 wurde Floriana eine eigene Pfarrgemeinde. Bis zum Beginn des 20. Jahrhunderts wurde das Bauwerk mehrfach verändert, so wurde Ende des 19. Jahrhunderts von Nicola Zammit eine neue Fassade errichtet.
Während des Zweiten Weltkriegs wurde die Kirche bei einem deutschen Bombenangriff am 28. April 1942 stark beschädigt. Nach dem Krieg wurden die zerstörten Bereiche, darunter die Kuppel, die Gewölbe und das Westportal, unter der Leitung von Gustav Vincenti rekonstruiert.

## Architektur

### Außenbau
Die Fassade bildet einen Säulenportikus in korinthischer Ordnung, der von zwei Glockentürmen flankiert wird. Eine Statue des segnenden Christus krönt die Fassade. Über dem Gebäude erhebt sich eine Kuppel.

### Innenraum
Das Kirchenschiff ist mit einem Gewölbe überspannt. Seitenschiffe und zahlreiche Seitenkapellen wurden im 18. und 19. Jahrhundert angebaut.

## Ausstattung
Das Altarbild stellt das Martyrium des Heiligen Publius dar. Es ist ein Werk von Favray und wurde von dessen Schüler Filippu Vincenzo Pace 1773 vollendet. Eine Statue des Hl. Publius stammt von dem Bildhauer Vincenzo Dimech und wurde 1811 fertiggestellt.